# Труженики моря (фильм)
Труженики моря — совместный советско-французский художественный фильм, снятый на киностудии Грузия-фильм в 1986 году по одноимённому роману писателя Виктора Гюго

## Сюжет
Остров Гернси. Старый корабельщик Летьери лишается своего парового судна «Дюранда», которое его компаньон Клюбен злонамеренно направил на Дуврский утес во время начинающегося шторма. Паровая машина цела, но снять его со скал не представляется возможным.
Дерюшетта, племянница корабельщика, которую старик Летьери любил и воспитывал как родную дочь, видя отчаяние дяди, обещает выйти замуж за того, кто спасёт дорогостоящую машину хозяину. Спасти судно решается Жильят, молодой рыбак, пользующийся дурной славой из-за своей нелюдимости. Он полюбил Дерюшетту с первого взгляда, встретившись с ней неожиданно на улице городка незадолго до кораблекрушения.
На своей рыбацкой лодке он плывет к Дуврскому утесу. Начинается битва с природой, со стихиями. Здесь Жильят проявляет несокрушимую энергию и волю, огромную выдержку и настойчивость, редкое бесстрашие. И он побеждает. Венцом его победы становятся поединок с гигантским спрутом и морская буря.
Жильят, преодолев все препятствия, доставляет на лодке машину в порт. И возвращает Летьери деньги, которые присвоил Клюбен, благодаря чему налаженный бизнес можно будет легко восстановить. Старый корабельщик счастлив. Но сам Жильят не обретает счастья: Дерюшетта, любовью к которой был вдохновлён герой всё время, когда совершал свои подвиги, влюблена в молодого, романтичного и очаровательного приезжего священнослужителя.
Жильят смиряется с судьбой. Он освобождает Дерюшетту от данного ею обещания. И помогает в спешном порядке зарегистрировать брак уплывающим Эбенезеру и Дерюшетте . 
Отплывающий корабль с новобрачными моряк Жильят провожает взглядом с кресла Гильд-Хольм-Ур, опасного тем, что море заливает его постепенно, убаюкивает, и спастись уже нет возможности. Именно здесь Жильят спас Эбенезера, когда тот приехал и осматривал окрестности. Жильят знает о подстерегающей его опасности, но провожает взглядом корабль, который уносит его любимую. Судно исчезает за горизонтом. Прилив медленно накрывает Жильята. Он погибает.

## В ролях
- Орельен Рекуан — Жильят
- Жюльен Гийомар — Месс Летьерри
- Мари-Терез Релин — Дерюшетта
- Нодар Мгалоблишвили — Клюбен
- Реджеп Митровица — Эбенезер
- Гурам Лордкипанидзе — Тангруиль

## Съёмочная группа
- Эдмон Сешан, Гизо Габескирия — режиссёры
- Жан-Клод Каррьер, Резо Табукашвили — сценаристы
- Ги Деларти, Эдуард Григорян — операторы
- Эвен де Тиссо — композитор
- Андре Жари, Дмитрий Такайшвили — художники